# Thargelia sitiens
Thargelia sitiens là một loài bướm đêm trong họ Noctuidae.